# John B. Curtis
John Bacon Curtis (ur. 10 października 1827, zm. 13 czerwca 1897) – amerykański przedsiębiorca z Maine. Curtis uznawany jest za twórcę gumy do żucia oraz jej procesu produkcyjnego.

## Wczesne lata
Urodził się w Hampden w Maine. Nie otrzymał pełnej edukacji. Od młodych lat pracował, aby utrzymać rodzinę. Był parobkiem, sprzątaczem oraz leśnym budowniczym.

## Kariera
Curtis uważał, że można wykorzystać gumę świerkową jako gumę do żucia. Jego rodzina przeniosła się do Bangor w 1848 roku, gdzie rynek zbytu dla tego typu produktu był większy. Nad piecem Franklina Curtisowie przygotowali pierwsze sztuki produktu. Na etykiecie wydrukowano napis „State of Maine Pure Spruce Gum”.
Curtis zwiększył produkcję swojej gumy i wstąpił na rynek w Portland w stanie Maine. Było to pierwsze przedsięwzięcie przemysłowej produkcji gumy do żucia. Na początku zainteresowanie produktem było bardzo małe. W latach 1848 i 1849 sprzedaż gumy do żucia w dalszym ciągu nie była duża, Curtis postanowił więc zostać akwizytorem. Od 1850 sprzedawał leki na receptę. Jego motto brzmiało: „daj człowiekowi wszystko, co możesz za jego pieniądze, czerpiąc uczciwe korzyści”.
Curtis osobiście rozwoził swoje produkty do klientów. Przez pierwszy rok podróżował po całej Nowej Anglii i zarobił sześć tysięcy dolarów. W końcu Curtis osiągnął sukcesy w sprzedaży produktów i wszedł na rynek Zachodu: obszarów zachodniej części stanu Maine, takich jak Pensylwania, Ohio, Minnesota i Missouri. Podróżował po Kanale Erie, w dół Missisipi i rzeki Ohio. W Stanach Zjednoczonych był jednym z pierwszych, jeśli nie pierwszym komercyjnym pośrednikiem handlowym jako przedstawiciel firmy marketingowej ze Wschodu.
Ojciec Curtisa prowadził produkcję gumy do żucia, podczas gdy Curtis podróżował, sprzedając ją. Wkrótce przedsiębiorstwo stało się bardzo rentowne i niewielka przestrzeń produkcyjna okazała się być niewystarczająca, więc Curtis przeniósł produkcję do Portland.
Firma Curtisa i jego ojca „Curtis & Son” w końcu dysponowała fabryką o powierzchni 15,5 na 44 metry i trzech piętrach. Pracowało tam 200 osób, którzy produkowali 1800 pudełek gumy do żucia dziennie. Curtis sam wymyślił większość maszyn wykorzystywanych w procesie produkcyjnym, jednak nigdy nie opatentował swoich wynalazków. Pomimo tego firma trzymała w sekrecie sam proces produkcji gumy do żucia. Niektóre nazwy produkowanych gum to: „American Flag”, „Yankee Spruce”, „White Mountain”, „200 Lump Spruce”, „Licorice Lulu”, „Trunk Spruce”, „Sugar Cream”, „Four-in-Hand” i „Biggest and Best”.

## Późniejsze życie
W 1872 roku Curtis zajął się branżą pogłębiania kanałów i rzek. Pracował na stanowiskach, w których zarobki wahały się od 50 000 do pół miliona dolarów. W tym biznesie również odniósł sukces. Później otworzył stocznię i zbudował dziesięć dużych statków. Posiadał również większościowy udział w promie między Portland i South Portland i linii parowców do 1896 roku. Curtis zajmował się także wydobywaniem węgla i srebra w Maine. W 1880 roku Curtis brał udział w prowadzeniu gospodarstwa na szeroką skalę w pobliżu Gothenburga w stanie Nebraska. Był tam właścicielem ponad 6 km² ziemi gdzie hodował bydło rasy Hereford.
W 1878 roku, Curtis kupił dom w Deering Center w stanie Maine. W ostatnich miesiącach swojego życia wykazywał zainteresowanie historią Starożytnego Egiptu i piramid. Jego mottem było „robić dobrze”.
W swoim testamencie, Curtis przekazał fundusze miastu Bradford na budowę biblioteki. Biblioteka ta została nazwana John B. Free Public Library na jego cześć i jest wymieniona w amerykańskim krajowym rejestrze miejsc historycznych.